# Oxytropis suprajenissejensis
Oxytropis suprajenissejensis là một loài thực vật có hoa trong họ Đậu. Loài này được Kuvaev & Sonnikova miêu tả khoa học đầu tiên.